# Voleibol na Universíada de Verão de 2021
O voleibol na Universíada de Verão de 2021 será disputado em Chengdu, na China, entre 29 de julho e 7 de agosto de 2023.

## Sedes
As sedes onde serão disputadas as partidas:
- Ginásio do campus de Guanghua da Universidade de Finanças e Economia do Sudoeste (Guanghua Campus Gymnasium, Southwestern University of Finance and Economics)
- Ginásio do campus de Xipu da Universidade do Sudoeste de Jiaotong (Xipu Campus Gymnasium, Southwest Jiaotong University)
- Ginásio de Hongyi da Escola Profissional e Técnica de Comunicações de Sichuan (Hongyi Gymnasium, Sichuan Vocational and Technical College of Communications)
- Ginásio da Universidade de Xihua (Xihua University Gymnasium)
- Ginásio da Universidade de Chengdu (Chengdu University Gymnasium)

## Calendário
| Voleibol  | Julho | Julho | Julho | Julho | Julho | Agosto | Agosto | Agosto | Agosto | Agosto | Agosto | Agosto | Agosto | Eventos |
| Voleibol  | 27    | 28    | 29    | 30    | 31    | 1      | 2      | 3      | 4      | 5      | 6      | 7      | 8      | Eventos |
| --------- | ----- | ----- | ----- | ----- | ----- | ------ | ------ | ------ | ------ | ------ | ------ | ------ | ------ | ------- |
| Masculino |       |       |       |       |       |        |        |        |        |        |        | 1      |        | 1       |
| Feminino  |       |       |       |       |       |        |        |        |        |        | 1      |        |        | 1       |
| Total     |       |       |       |       |       |        |        |        |        |        | 1      | 1      |        | 2       |

|  | Dia de competição |  | Dia de final |

## Medalhistas
| Evento    | Ouro | Prata | Bronze |
| --------- | ---- | ----- | ------ |
| Masculino |      |       |        |
| Feminino  |      |       |        |